# Podalonia argentifrons
Podalonia argentifrons là một loài côn trùng cánh màng trong họ Sphecidae, thuộc chi Podalonia. Loài này được Cresson miêu tả khoa học đầu tiên năm 1865.